# Барень
Баре́нь (фр. Baraigne) — коммуна во Франции, находится в регионе Лангедок — Руссильон. Департамент коммуны — Од. Входит в состав кантона Саль-сюр-л’Эр. Округ коммуны — Каркасон.
Код INSEE коммуны — 11026.

## Население
Население коммуны на 2008 год составляло 132 человека.
| 1962 | 1968 | 1975 | 1982 | 1990 | 1999 | 2008 |
| ---- | ---- | ---- | ---- | ---- | ---- | ---- |
| 111  | 113  | 99   | 103  | 122  | 126  | 132  |

## Экономика
В 2007 году среди 74 человек в трудоспособном возрасте (15—64 лет) 60 были экономически активными, 14 — неактивными (показатель активности — 81,1 %, в 1999 году было 55,4 %). Из 60 активных работали 57 человек (30 мужчин и 27 женщин), безработных было 3 (2 мужчин и 1 женщина). Среди 14 неактивных 2 человека были учениками или студентами, 3 — пенсионерами, 9 были неактивными по другим причинам.

## Достопримечательности
- Церковь Сент-Мари-де-Барень
- Замок Пастель
- Мельница
- Дискообразные стелы

## Фотогалерея

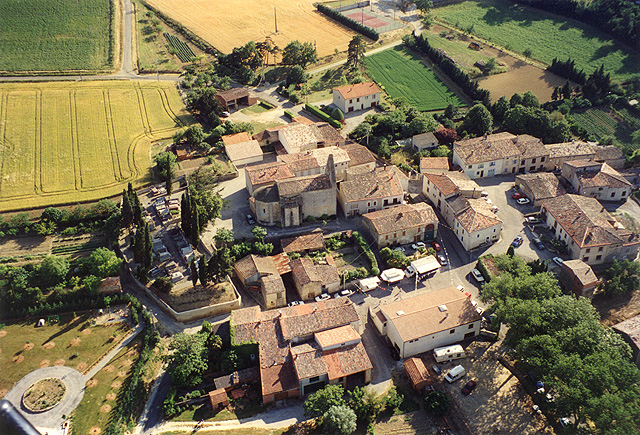
Барень
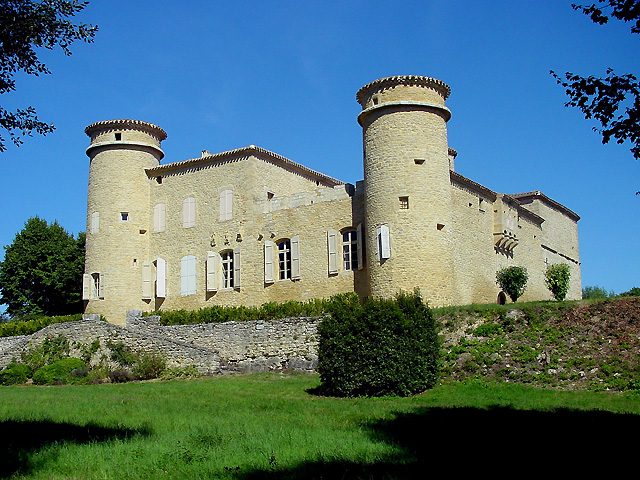
Замок Пастель
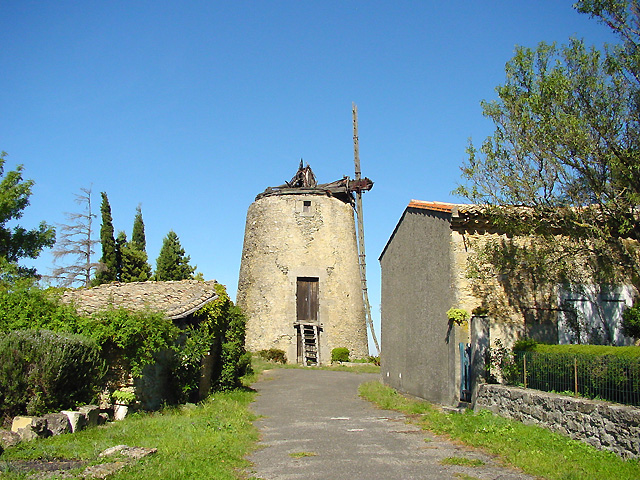
Мельница
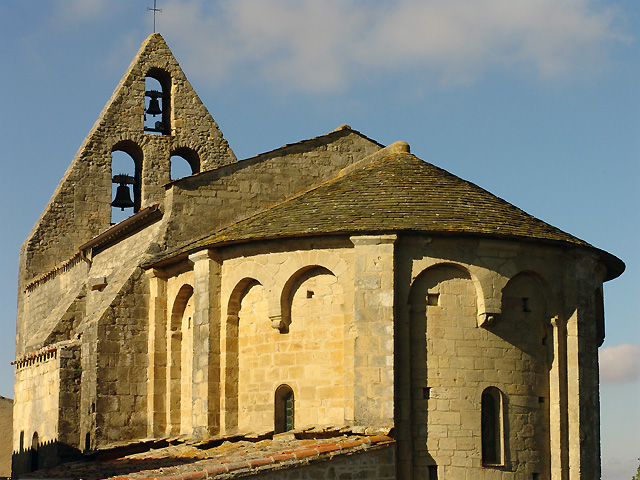
Церковь